# Eremitalpa
Eremitalpa granti
Genre
Espèce
Statut de conservation UICN

 LC  : Préoccupation mineure
Ce genre d'insectivore  de la famille des Chrysochloridae ne comprend qu'une espèce : Eremitalpa granti Roberts, 1924.
Les dunes d'Afrique du Sud et de Namibie accueillent la taupe dorée (Eremitalpa granti), carnivore, qui passe la plus grande partie du jour enfouie dans le sable. Découverte en 1837, elle ne fut revue qu'en 1963.
Dépourvue d'yeux et d'oreilles, et contrairement aux autres taupes européennes qui creusent des galeries, elle se fraye un chemin à travers les dunes grâce à un petit morceau de chair qui lui permet d'avancer et de creuser dans le sable liquide ; la taupe dorée évolue et on pourrait même dire qu'elle nage au sein du sable fluide ; après son passage, le sable reprend sa forme initiale. Elle sort la nuit et parcourt les dunes, se nourrit de grosses proies comparativement à sa taille, comme certains serpents, lézards, ou plus petites comme un criquet qui erre à la surface du sable.

## Description
- Apparence : L'Eremitalpa n'a pas de queue. Elle a une longue fourrure soyeuse, gris acier ou beige, des yeux et des oreilles minuscules, un écusson corné au bout du museau et de larges griffes à chaque patte.
- Taille adulte : 7 à 8 cm
- Poids : 15 à 30 g.
- Sociabilité : solitaire
- Statut : Vulnérable

## Alimentation
La petite taupe dorée se nourrit de fourmis, de termites, de coléoptères, de lézards et de serpent. Elle chasse la nuit.